# Hemitriecphora graueri
Hemitriecphora graueri är en insektsart som först beskrevs av Jacobi 1912.  Hemitriecphora graueri ingår i släktet Hemitriecphora och familjen spottstritar. Inga underarter finns listade i Catalogue of Life.